# Actinote lodis
Actinote lodis är en fjärilsart som beskrevs av Jordan 1913. Actinote lodis ingår i släktet Actinote och familjen praktfjärilar. Inga underarter finns listade i Catalogue of Life.